# ACT (시험)

ACT 시험 로고

ACT(American College Testing)는 SAT처럼 미국대학입학시험이다. SAT와 같이 매년 세계적으로 150만 명 이상의 학생들이 ACT시험을 치른다. SAT는 동부, 서부 학생들이 선호하는데 비해 ACT는 중부쪽에서 주로 선호해 왔다. 그러나 이제는 모든 대학들이 둘 중 어느 성적이건 인정하고 있는 실정이다. ACT는 영어, 수학, 독해, 그리고 과학 시험으로 이루어져있으며, SAT와 달리 한꺼번에 한 가지 시험을 치른다.
ACT를 구성하는 4가지 시험들의 특징은 다음과 같다:
- 영어 (English) : 문법과 어휘력은 원어민 고등학교 수준을 요구한다. 시험시간 45분에 총 75문제가 주어진다.
- 수학 (Mathematics) : 계산기 사용이 허용된다. 시험시간 60분에 총 60문제가 주어진다.
- 독해 (Reading Comprehension) : 장문을 읽고 이해력을 시험하는 문제들이 출제된다. 시험시간 35분에 총 40문제가 주어진다. (옛날에는 사회 시험을 치렀다.)
- 과학 (Science) : 생물학, 화학, 물리학, 지구과학 등에 관련된 문제들이 출제된다. 시험시간 35분에 총 40문제가 주어진다.

각 부분은 36점 만점으로, 4과목의 평균을 낸 후 총점(Composite Score)이 계산된다. 예를 들어, 어떤 학생이 영어 31점, 수학 28점, 독해 25점, 과학 29점을 받았으면 총점(Composite Score)은 (31+28+25+29)/4 = 28.25 => 28점이다.

## ACT 점수 및 백분율표
| ACT Composite Score | 백분율 |
| ------------------- | ------ |
| 36                  | 100%   |
| 35                  | 99%    |
| 34                  | 99%    |
| 33                  | 99%    |
| 32                  | 98%    |
| 31                  | 97%    |
| 30                  | 95%    |
| 29                  | 93%    |
| 28                  | 91%    |
| 27                  | 87%    |
| 26                  | 83%    |
| 25                  | 79%    |
| 24                  | 74%    |
| 23                  | 68%    |
| 22                  | 62%    |
| 21                  | 55%    |
| 20                  | 48%    |
| 19                  | 41%    |
| 18                  | 34%    |
| 17                  | 28%    |
| 16                  | 22%    |
| 15                  | 16%    |
| 14                  | 11%    |
| 13                  | 6%     |
| 12                  | 3%     |
| 11                  | 1%     |
| 10                  | 1%     |

## 같이 보기
- SAT